# Lea Oleksiak
Lea Anna Oleksiak (ur. 29 kwietnia 1980 w Rakowcu jako Anna Oleksiak) – polska aktorka filmowa i telewizyjna, znana m.in. z roli Anny Reiter w serialu Na Sygnale.

## Życiorys
Dzieciństwo spędziła w Rakowcu koło Kwidzyna, w 1987 zamieszkała w Sztumie. W 1999 ukończyła tamtejsze liceum ogólnokształcące (którego dyrektorem był jej ojciec, także przewodniczący rady miejsko-gminnej). W 2000 zmieniła imię z Anna na Lea. W 2012 ukończyła studium kulturalne w Ciechanowie, z wykształcenia jest instruktorem teatralnym.
Mieszkała w kilku państwach europejskich, a także przez ponad rok w Indiach, występując w produkcjach Bollywood.
Zagrała w filmie „Sukienka" (ang. „The Dress"), nominowanym do Oscara w 2020 roku.
Współpracuje z produkcją Vitale Materi Video & Movie Production, występując w filmie Lesbian Psycho? i produkcji Stroke.

## Filmografia
- 2010: Malanowski i Partnerzy − jako Edyta Granowska (odc. 234)
- 2012: Ukryta prawda (serial telewizyjny) − jako Sylwia Szymczak (odc. 5)
- 2013: Ukryta prawda (serial telewizyjny) − jako Izabela Majer (odc. 156)
- 2013: Malanowski i Partnerzy − jako Iga Szymanek (odc. 498)
- 2014: Ukryta prawda (serial telewizyjny) − jako Beata Kozielska (odc. 348)
- 2015: Ukryta prawda (serial telewizyjny) − jako Renata Wodzewska (odc. 426)
- 2015: Oskarżone − jako Paulina Radwan (odc. 8)
- od 2015: Na Sygnale − jako dr Anna Reiter-Banach
- od 2016: Gliniarze − jako starszy aspirant Maja Brzeska
- 2016: Wyzwolenie − jako lekarka
- 2016: Na Dobre i na złe − jako doktor Anna Reiter (odc. 659)
- 2016: Ukryta prawda (serial telewizyjny) − jako Karolina Bonacka (odc. 586)
- 2016: Pielęgniarki − jako Monika Bilewicz, matka Darii (odc. 235)
- 2016: Małolaty − jako psycholog Honorata Mielnik (odc. 51)
- 2018: Ojciec Mateusz − jako sekretarka Ziemka (odc. 241)
- 2020: Sukienka − jako sprzedawczyni
- 2021: Tajemnice miłości − jako Luiza (odc. 8)
- 2022: Wotum nieufności − jako prezenterka tv (odc. 1, 3, 5)
- 2022: Tajemnica zawodowa II − jako sędzia (odc. 9)
- 2022: Komisarz Alex − jako matka Oli (odc. 204)
- 2022: Barwy szczęścia - jako klientka (odc. 2571)
- 2022: Lombard. Życie pod zastaw − jako Eugenia, matka Żanety (odc. 496)
- 2024: Lesbian Psycho?[12] − jako Marta
- 2025: Stroke − jako Liza